# 林長清
林長清（1409年—？），字長清，福建興化府莆田縣人，民籍。明朝政治人物。同進士出身。

## 生平
正統六年（1441年）辛酉科福建鄉試第四十名。正統十年（1445年）乙丑科會試第一百四十五名，殿試登進士第三甲第十七名。

## 家族
曾祖林良玉，曾任元延平府錄事。祖父林季，曾任元建寧府司獄。父亲林蓋。